# David Tshama Mwenekabwe
David Tshama Mwenekabwe né le 12 décembre 1996, est un boxeur congolais (RDC). 

## Carrière
David Tshama Mwenekabwe est médaillé d'or au championnat de boxe de la Zone 3 africaine à Libreville au Gabon,.
Finaliste du tournoi de qualification olympique africain à Diamniadio en 2020 dans la catégorie des poids moyens, il participe aux Jeux olympiques de 2020 à Tokyo au Japon, ; il est le porte-drapeau de la délégation congolaise lors de cette cérémonie.
Il est médaillé d'or dans la catégorie des moins de 75 kg aux Championnats d'Afrique de boxe amateur 2022 à Maputo ainsi qu'aux Championnats d'Afrique de boxe amateur 2024 à Kinshasa et médaillé d'argent dans la même catégorie aux championnats d'Afrique de boxe amateur 2023 à Yaoundé.